# تسیزندورف
تسیزندورف (به آلمانی: Ziesendorf) یک شهر در آلمان است که در روشتوک واقع شده‌است. تسیزندورف ۱٬۳۶۰ نفر جمعیت دارد.